# Acanthops centralis
Acanthops centralis es una especie de mantis de la familia Acanthopidae.

## Distribución geográfica
Se encuentra en Costa Rica.